# Contarinia silenei
Contarinia silenei är en tvåvingeart som beskrevs av Tavares 1916. Contarinia silenei ingår i släktet Contarinia och familjen gallmyggor.
Artens utbredningsområde är Spanien. Inga underarter finns listade i Catalogue of Life.